# Emil Fellmann

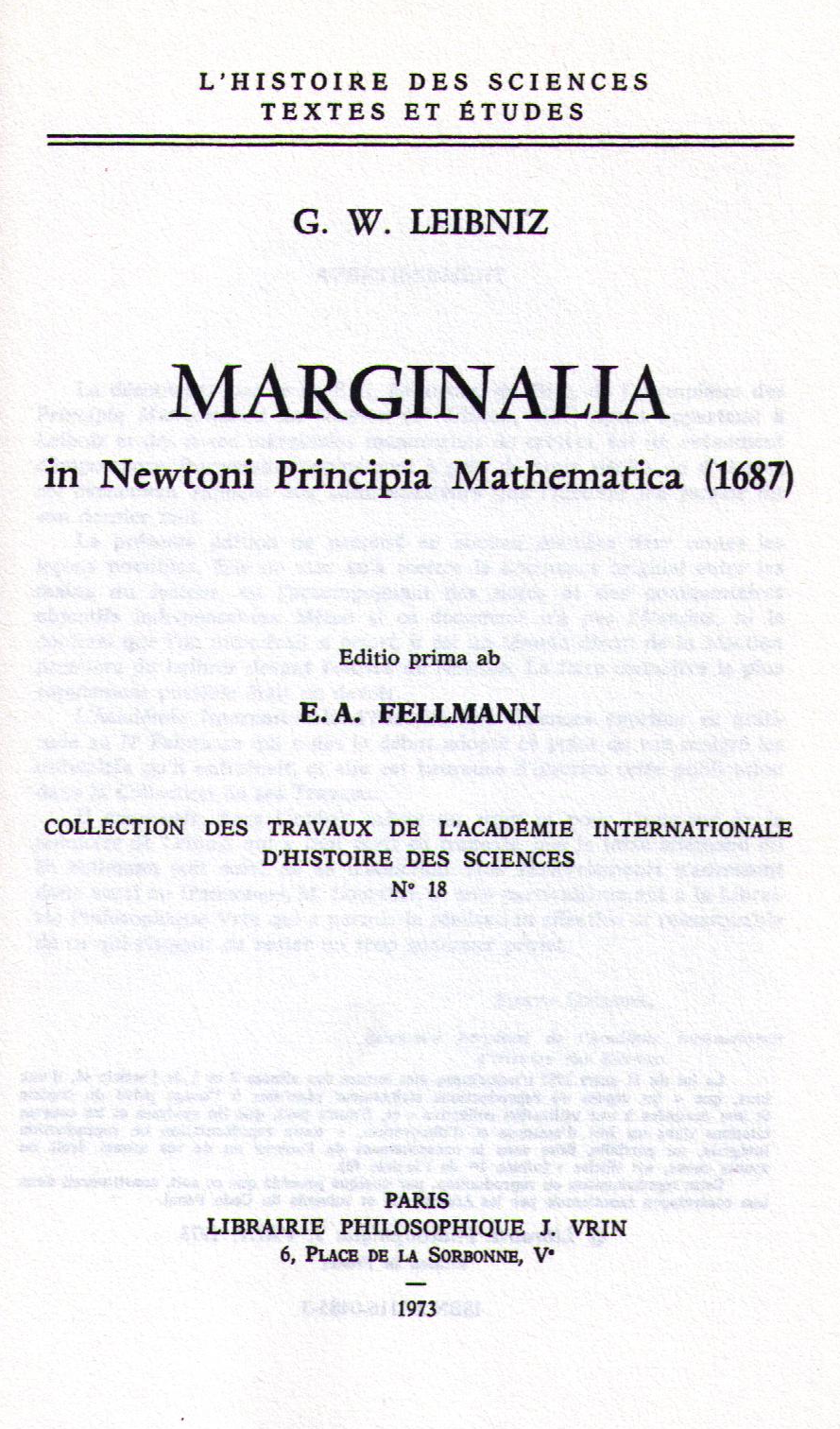
Fellmanns Buch G. W. Leibniz – Marginalia in Newtoni „Principia mathematica“, 1973

Emil Alfred Fellmann (* 17. September 1927 in Basel; † 18. Mai 2012 ebenda) war ein Schweizer Wissenschaftshistoriker, der besonders durch seine Mitarbeit bei der Herausgabe der Werke Leonhard Eulers bekannt wurde.

## Leben und Wirken
Emil Fellmann studierte Mathematik, Physik, Philosophie und Lateinische Philologie an der Universität Basel. Seine Publikationstätigkeit mit dem Schwerpunkt Geschichte der Naturwissenschaften im 17. bis 19. Jahrhundert begann im Jahr 1957. Von 1953 bis 1978 leitete er das von ihm gegründete Abendgymnasium Platonaeum in Basel. Seit 1967 arbeitete Fellmann an der Euler-Edition mit, wurde 1972 in die Euler-Kommission berufen und war von 1976 bis 1996 ihr Sekretär. Ab 1979 war er Chefredakteur der 4. Serie (Briefwechsel) der Opera omnia Eulers und ab 1980 Präsident des Internationalen Redaktionskomitees. 1989 hatte Fellmann eine Gastprofessur an der Universität Bonn zum Thema „Basels mathematisches Jahrhundert“.
Fellman ist Autor einer in mehrere Sprachen übersetzten Biographie Eulers. Ausser den Tätigkeiten im Zusammenhang mit den Werken Eulers hat Fellmann ungefähr 75 wissenschaftshistorische Artikel geschrieben, z. B. über Honoré Fabri (Honoratus Fabry), Johann Heinrich Lambert, Isaac Newton, Gottfried Wilhelm Leibniz, Christiaan Huygens, Johann I Bernoulli, Charles Hermite, Heinrich Weber, Rudolf Brefin.
Der Académie internationale d’histoire des sciences in Paris gehörte Fellmann seit 1971 als korrespondierendes Mitglied an, 1973 wurde er zum Vollmitglied gewählt. 2001 verlieh ihm die Philosophisch-Naturwissenschaftliche Fakultät der Universität Basel die Ehrendoktorwürde.

## Werke
- Die mathematischen Werke des Honoratus Fabry, Physis (Florenz), 1 (1959) S. 6–25, S. 73–102
- als Hrsg.: G. W. Leibniz – Marginalia in Newtoni „Principia mathematica“ (1687). J. Vrin, Paris 1973
- mit L. Habicht (Hrsg.): Commentationes opticae 5th part,
Opera Omnia (Euler-Edition), Reihe 3, Band 9, Birkhäuser, Basel 1973
- Leonhard Euler – Ein Essay über Leben und Werk.
In: Leonhard Euler 1707–1783: Beiträge zu Leben und Werk – Gedenkband des Kantons Basel-Stadt, 1983, S. 13–98
- Leonhard Eulers Stellung in der Geschichte der Optik.
In: Leonhard Euler 1707–1783: Beiträge zu Leben und Werk – Gedenkband des Kantons Basel-Stadt, 1983, S. 303–330
- mit J. J. Burckhardt, L. Habicht (Hrsg.): Leonhard Euler 1707–1783, Beiträge zu Leben und Werk (Gedenkband des Kantons Basel-Stadt),  Birkhäuser, Basel 1983, 555 Seiten
- Leonhard Euler (rororo Biographie), Rowohlt, 1995; englische Übersetzung (von Erika und Walter Gautschi) bei Birkhäuser, 2007
- mit G. K. Mikhajlov (Hrsg.): Briefwechsel von Leonhard Euler mit Johann I Bernoulli und Niklaus I Bernoulli,
Opera Omnia (Euler-Edition), Reihe 4, Band 2, Birkhäuser, 1997
- mit G. K. Mikhajlov (Hrsg.): Briefwechsel von Leonhard Euler mit Daniel und Johann III Bernoulli, 2 Teilbände,
Opera Omnia (Euler-Edition), Reihe 4, Bände 3.1 und 3.2, Birkhäuser, 2016